# Dolgorsüren Serjbudee
Dolgorsuren Serjbudee là một tay đô vật người Mông Cổ hiện đang thi đấu cho độiNew Japan Pro Wrestling. Anh ta có biệt danh là sói xanh (Blue Wolf).

## Career
Dolgorsuren Serjbudee là anh trai của Dolgorsuren Sumiyabazar,một tay đô vật có thứ hạng cao ở Mông Cổ, và của Asashoryu Akinori, một vận động viên sumo (yokozuna). Bởi vì lý do này, Serjbudeenậhn được sự quan tâm đặc biệt của báo giới khi anh là vận động viên đô vận chuyên nghiệp mông cổ đầu tiên gia nhập New Japan Pro Wrestling.

Blue Wolf using the Exploder.

Serjbudee xuất hiện lần đầu trước công chúng năm 2001 trong giải đấu G-1 Climax, facing Shinya Makabe.Thi đầu đô vật từ năm 15 tuổi, anh xuất hiện với đầy đủ kỹ năng, sức mạnh và kiến thức của môn vật. Having wrestled in amateur and sumo competitions since he was 15 years old, he showed immediate skill, strength and submission knowledge. Showing remarkable growth going into 2002, he was putting up good fights against established wrestling names. In January, 2002 he changed his ring name to Blue Wolf, which was similar to that of his brother's sumo name, Blue Dragon. This made it easier to promote Serjbudee.